# Мадонна Темпі
Мадонна Темпі — картина італійського художника доби високого Відродження Рафаеля, написана близько 1507 року. Є однією з основних робіт флорентійського періоду. Нині зберігається в Старій пінакотеці, Мюнхен.
Початково перебувала у володінні династії Темпі у Флоренції. У 1801 році після завзятих багаторічних спроб була придбана королем Людвигом I.